# Équipe du Mali de football à la Coupe d'Afrique des nations 2023
L’équipe du Mali de football participe à la Coupe d'Afrique des nations 2023 organisée en Côte d'Ivoire du 13 janvier au 11 février 2024. Il s'agit de la 13e participation des Aigles, emmenés par Éric Chelle. Ils sont éliminés en quart de finale par le pays hôte, après prolongations (2-1).

## Qualifications
Le Mali est placé dans le groupe G des qualifications qui se déroulent de juin 2022 à septembre 2023. Les Aigles se qualifient à l'issue de la cinquième journée. Ils terminent à la première place du groupe avec 5 victoires en 6 matchs.
| Rang | Équipe        | Pts | J | G | N | P | Bp | Bc | Diff |  | Résultats (▼ dom., ► ext.) |     |     |     |     |
| ---- | ------------- | --- | - | - | - | - | -- | -- | ---- |  | -------------------------- | --- | --- | --- | --- |
| 1    | Mali          | 15  | 6 | 5 | 0 | 1 | 15 | 2  | +13  |  | Mali                       |     | 2-0 | 4-0 | 4-0 |
| 2    | Gambie        | 10  | 6 | 3 | 1 | 2 | 7  | 7  | 0    |  | Gambie                     | 1-0 |     | 2-2 | 1-0 |
| 3    | Congo         | 7   | 6 | 2 | 1 | 3 | 5  | 10 | -5   |  | Congo                      | 0-2 | 1-0 |     | 1-2 |
| 4    | Soudan du Sud | 3   | 6 | 1 | 0 | 5 | 5  | 13 | -8   |  | Soudan du Sud              | 1-3 | 2-3 | 0-1 |     |

### Résultats
| 1re journée             | Mali                                       | 4 - 0   | Congo             |                                                              |                                                              |
| 4 juin 2022 19:00 UTC±0 | Camara 1re · Touré 11e 40e · Coulibaly 44e | (4 - 0) |                   | Stade du 26-Mars, Bamako Arbitrage : Abdel Aziz Mohamed Bouh | Stade du 26-Mars, Bamako Arbitrage : Abdel Aziz Mohamed Bouh |
| 4 juin 2022 19:00 UTC±0 | Kouyaté 45+1e                              |         | 64e Bidounga (en) | Stade du 26-Mars, Bamako Arbitrage : Abdel Aziz Mohamed Bouh | Stade du 26-Mars, Bamako Arbitrage : Abdel Aziz Mohamed Bouh |

| 2e journée              | Soudan du Sud                        | 1 - 3   | Mali                                   |                                                               |                                                               |
| 9 juin 2022 16:00 UTC+3 | Kouyaté 29e (csc)                    | (1 - 0) | 59e Camara · 90+3e Koïta · 90+5e Dieng | St. Mary's Stadium-Kitende, Entebbe Arbitrage : Mashood Ssali | St. Mary's Stadium-Kitende, Entebbe Arbitrage : Mashood Ssali |
| 9 juin 2022 16:00 UTC+3 | Yuel (en) 28e · Elly 30e · Diing 83e |         | 78e Koné                               | St. Mary's Stadium-Kitende, Entebbe Arbitrage : Mashood Ssali | St. Mary's Stadium-Kitende, Entebbe Arbitrage : Mashood Ssali |

| 3e journée               | Mali                             | 2 - 0   | Gambie     |                                                    |                                                    |
| 24 mars 2023 19:00 UTC±0 | Doumbia 3e · Traoré 90+5e (pen.) | (1 - 0) |            | Stade du 26-Mars, Bamako Arbitrage : Jean Ouattara | Stade du 26-Mars, Bamako Arbitrage : Jean Ouattara |
| 24 mars 2023 19:00 UTC±0 | Koïta 34e · Kouyaté 76e          |         | 82e Manneh | Stade du 26-Mars, Bamako Arbitrage : Jean Ouattara | Stade du 26-Mars, Bamako Arbitrage : Jean Ouattara |

| 4e journée               | Gambie     | 1 - 0   | Mali           |                                                                   |                                                                   |
| 28 mars 2023 16:00 UTC±0 | Colley 79e | (0 - 0) |                | Stade Mohammed-V, Casablanca Arbitrage : Kouassi Attisso Attiogbe | Stade Mohammed-V, Casablanca Arbitrage : Kouassi Attisso Attiogbe |
| 28 mars 2023 16:00 UTC±0 | Manneh 53e |         | 47e Samassékou | Stade Mohammed-V, Casablanca Arbitrage : Kouassi Attisso Attiogbe | Stade Mohammed-V, Casablanca Arbitrage : Kouassi Attisso Attiogbe |

| 5e journée               | Congo    | 0 - 2   | Mali                      |                                                                      |                                                                      |
| 18 juin 2023 17:00 UTC+1 |          | (0 - 0) | 62e Koné · 73e Dorgeles   | Stade Alphonse-Massamba-Débat, Brazzaville Arbitrage : Samir Guezzaz | Stade Alphonse-Massamba-Débat, Brazzaville Arbitrage : Samir Guezzaz |
| 18 juin 2023 17:00 UTC+1 | Etou 54e |         | 45+1e Kouyaté · 51e Koïta | Stade Alphonse-Massamba-Débat, Brazzaville Arbitrage : Samir Guezzaz | Stade Alphonse-Massamba-Débat, Brazzaville Arbitrage : Samir Guezzaz |

| 6e journée                   | Mali                                      | 4 - 0   | Soudan du Sud |                                                   |                                                   |
| 8 septembre 2023 19:00 UTC±0 | Koné 10e · Doumbia 29e 57e · Dorgeles 82e | (2 - 0) |               | Stade du 26-Mars, Bamako Arbitrage : Mehrez Melki | Stade du 26-Mars, Bamako Arbitrage : Mehrez Melki |

## Préparation
Le Mali s'impose largement face à la Guinée-Bissau en match de préparation (6-2).
| Match amical   | Mali                                                                          | 6 - 2   | Guinée-Bissau           |                          |                          |
| 6 janvier 2024 | Y. Niakaté 6e · Coulibaly 15e · K. Doumbia 40e · Dorgeles 68e 85e · Sacko 75e | (3 - 2) | 37e Baldé · 42e C. Mané | Stade du 26-Mars, Bamako | Stade du 26-Mars, Bamako |

## Compétition

### Tirage au sort
Le tirage au sort de la CAN 2023 est effectué le 12 octobre 2023 au Parc des expositions d’Abidjan. Le Mali, 49e nation au classement FIFA, est placé dans le chapeau 2. Le tirage place les Aigles dans le groupe E, avec la Tunisie (chapeau 1, 29e au classement FIFA), l'Afrique du Sud (chapeau 3, 65e) et la Namibie (chapeau 4, 114e).

### Premier tour
| Rang | Équipe         | Pts | J | G | N | P | Bp | Bc | Diff |
| ---- | -------------- | --- | - | - | - | - | -- | -- | ---- |
| 1    | Mali           | 5   | 3 | 1 | 2 | 0 | 3  | 1  | +2   |
| 2    | Afrique du Sud | 4   | 3 | 1 | 1 | 1 | 4  | 2  | +2   |
| 3    | Namibie        | 4   | 3 | 1 | 1 | 1 | 1  | 4  | -3   |
| 4    | Tunisie        | 2   | 3 | 0 | 2 | 1 | 1  | 2  | -1   |

| 1re journée           | Mali                                           | 2 - 0   | Afrique du Sud       | Stade Amadou Gon Coulibaly, Korhogo |                          |
| 16 janvier 2024 20h00 | H. Traoré 60e · Sinayoko 66e                   | (0 - 0) |                      | Arbitrage : Mohamed Adel            | Arbitrage : Mohamed Adel |
| 16 janvier 2024 20h00 | S. Niakaté 18e · Kouyate 43e · Coulibaly 90+4e |         | 58e Mvala · 77e Xulu | Arbitrage : Mohamed Adel            | Arbitrage : Mohamed Adel |

| 2e journée            | Tunisie                       | 1 - 1   | Mali         | Stade Amadou Gon Coulibaly, Korhogo                |                                                    |
| 20 janvier 2024 20h00 | Rafia 20e                     | (1 - 1) | 10e Sinayoko | Spectateurs : 18 130 Arbitrage : Daniel Nii Laryea | Spectateurs : 18 130 Arbitrage : Daniel Nii Laryea |
| 20 janvier 2024 20h00 | Jaziri 90+4e · Laïdouni 90+8e | Rapport |              | Spectateurs : 18 130 Arbitrage : Daniel Nii Laryea | Spectateurs : 18 130 Arbitrage : Daniel Nii Laryea |

| 3e journée            | Namibie     | 0 - 0   | Mali | Stade Laurent Pokou, San-Pédro |                             |
| 24 janvier 2024 17h00 |             | (0 - 0) |      | Arbitrage : Samuel Uwikunda    | Arbitrage : Samuel Uwikunda |
| 24 janvier 2024 17h00 | Hotto 45+5e | Rapport |      | Arbitrage : Samuel Uwikunda    | Arbitrage : Samuel Uwikunda |

### Phase à élimination directe
| Huitième de finale    | Mali                               | 2 - 1   | Burkina Faso                                 | Stade Amadou Gon Coulibaly, Korhogo            |                                                |
| 30 janvier 2024 17h00 | E. Tapsoba 3e (csc) · Sinayoko 47e |         | 57e (pen.) B. Traoré                         | Spectateurs : 19 184 Arbitrage : Ibrahim Mutaz | Spectateurs : 19 184 Arbitrage : Ibrahim Mutaz |
| 30 janvier 2024 17h00 | Sinayoko 81e                       | Rapport | 27e A. Tapsoba · 72e Badolo · 81e E. Tapsoba | Spectateurs : 19 184 Arbitrage : Ibrahim Mutaz | Spectateurs : 19 184 Arbitrage : Ibrahim Mutaz |

| Quart de finale      | Mali                                                             | 1 - 2                | Côte d'Ivoire                                                       | Stade de Bouaké, Bouaké  |                          |
| 3 février 2024 17h00 | Dorgeles 71e                                                     | (0- 0, 1 - 1, 1 - 1) | 90e Adingra · 120+2e Diakité                                        | Arbitrage : Mohamed Adel | Arbitrage : Mohamed Adel |
| 3 février 2024 17h00 | A. Traoré 39e · Haidara 45+3e · Coulibaly 90e · H. Traoré 120+5e | Rapport              | 16e, 43e Kossounou · 33e Kouamé · 37e Aurier · 111e, 120+3e Diakité | Arbitrage : Mohamed Adel | Arbitrage : Mohamed Adel |

### Statistiques

#### Buteurs
| Buts  | Joueurs          | Adversaires                                     |
| ----- | ---------------- | ----------------------------------------------- |
| 3     | Lassine Sinayoko | Afrique du Sud (1) Tunisie (1) Burkina Faso (1) |
| 1     | Nene Dorgeles    | Côte d'Ivoire (1)                               |
| 1     | Hamari Traoré    | Afrique du Sud (1)                              |
| (csc) | Edmond Tapsoba   | Burkina Faso (1)                                |